# Suchá Dolina
Suchá Dolina és un poble i municipi d'Eslovàquia. Es troba a la regió de Prešov, al nord del país.

## Història
La primera referència escrita de la vila data del 1330.

## Demografia
| Godina             | 1994 | 2004    | 2014   | 2024   |
| ------------------ | ---- | ------- | ------ | ------ |
| Nombre de persones | 229  | 198     | 190    | 196    |
| Diferència         |      | −13,53% | −4,04% | +3,15% |

| Godina             | 2023 | 2024   |
| ------------------ | ---- | ------ |
| Nombre de persones | 202  | 196    |
| Diferència         |      | −2,97% |